# Saint-Maurice-des-Noues
Saint-Maurice-des-Noues ist eine französische Gemeinde mit 637 Einwohnern (Stand: 1. Januar 2022) im Département Vendée in der Region Pays de la Loire; sie gehört zum Arrondissement Fontenay-le-Comte und zum Kanton La Châtaigneraie. Die Einwohner werden Mauriciniens genannt.

## Geographie
Saint-Maurice-des-Noues liegt etwa 20 Kilometer nordnordöstlich von Fontenay-le-Comte. Umgeben wird Saint-Maurice-des-Noues von den Nachbargemeinden Antigny im Norden und Westen, Loge-Fougereuse im Nordosten, Saint-Hilaire-de-Voust im Osten, Puy-de-Serre im Süden und Südosten sowie Vouvant im Süden und Südwesten.

## Bevölkerungsentwicklung
| Jahr                      | 1962 | 1968 | 1975 | 1982 | 1990 | 1999 | 2006 | 2013 |
| Einwohner                 | 876  | 752  | 654  | 636  | 611  | 572  | 578  | 666  |
| Quelle: Cassini und INSEE |      |      |      |      |      |      |      |      |

## Sehenswürdigkeiten

Kirche Saint-Maurice

- Kirche Saint-Maurice